# Automolis ruandae
Automolis ruandae là một loài bướm đêm thuộc phân họ Arctiinae, họ Erebidae.